# Melanographia
Melanographia är ett släkte av fjärilar. Melanographia ingår i familjen trågspinnare.
Kladogram enligt Catalogue of Life:
| Melanographia | \| \| Melanographia flexilineata \| \| \| \| \| \| Melanographia tympanistis \| \| \| \| |
|               | \| \| Melanographia flexilineata \| \| \| \| \| \| Melanographia tympanistis \| \| \| \| |
|               | Melanographia flexilineata                                                               |
|               |                                                                                          |
|               | Melanographia tympanistis                                                                |
|               |                                                                                          |